# Guttenberg (Nueva Jersey)
Guttenberg es un pueblo ubicado en el condado de Hudson en el estado estadounidense de Nueva Jersey. En el año 2010 tenía una población de 11.176 habitantes y una densidad poblacional de 18.626,67 personas por km².

## Geografía
Guttenberg se encuentra ubicado en las coordenadas 40°47′34″N 74°00′17″O / 40.79278, -74.00472.

## Demografía
Según la Oficina del Censo en 2000 los ingresos medios por hogar en la localidad eran de $44 515 y los ingresos medios por familia eran $47 440. Los hombres tenían unos ingresos medios de $38 628 frente a los $33 154 para las mujeres. La renta per cápita para la localidad era de $27 931. Alrededor del 13% de la población estaba por debajo del umbral de pobreza.